# ロックハンプトン駅
ロックハンプトン駅（英語：Rockhampton railway station）はオーストラリア・クイーンズランド州のロックハンプトンにあるクイーンズランド鉄道ノース・コースト線の駅。ブリスベンからの電化区間の北端駅である。

## 利用可能な鉄道路線／列車
クイーンズランド鉄道トラベルトレインの停車する列車は下記の通り。
ブリスベンとケアンズ間の夜行長距離列車スピリット・オブ・クイーンズランド号 …ブリスベン方面 月・火・木・金・土、ケアンズ方面 月・火・水・金・土 停車 
ブリスベンとロックハンプトン間の昼行長距離列車ティルト・トレイン号 …1日1往復 発着 
ブリスベンとロングリーチ間の夜行長距離列車スピリット・オブ・ジ・アウトバック号 …ブリスベン方面 火・金、ロングリーチ方面 水・日 停車 